# Artemisia filifolia
Artemisia filifolia es una especie de arbusto del género Artemisia, nativa de Norteamérica, donde se encuentra desde Nevada a Nebraska, Arizona y Texas, extendiéndose al sur hasta Chihuahua.

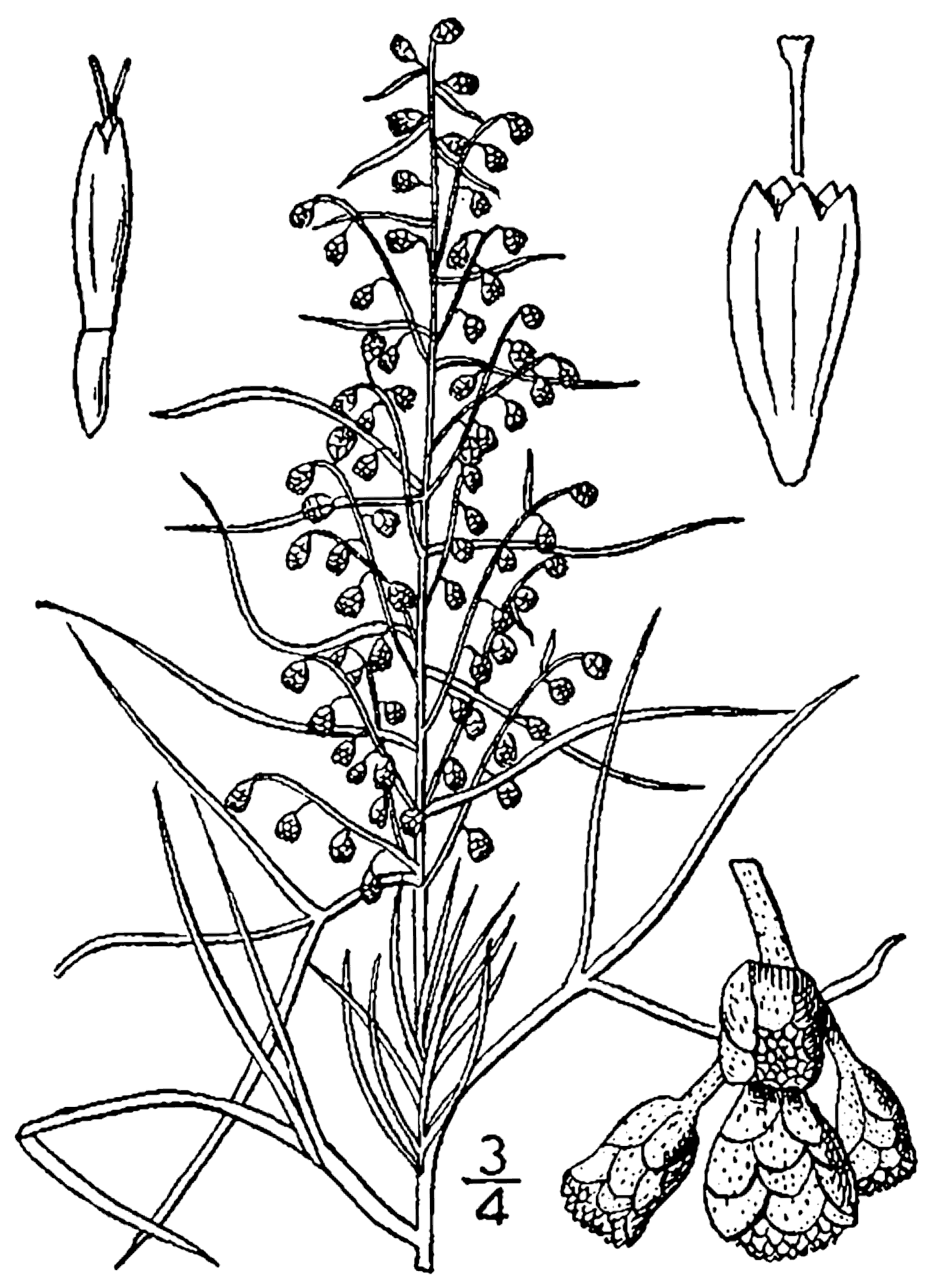
Ilustración

## Descripción
Es una especie de arbusto leñoso ramificado arbusto que alcanza un tamaño de hasta 1,5 metros de altura. Los tallos están cubiertos de estrechas hojas filiformes de hasta 8 centímetros de largo y no más de la mitad de un milímetro de ancho. Las hojas a veces se dividen en segmentos. Son solitarias o dispuestas en fascículos. La inflorescencia es una panícula con las cabezas de flores. Cada cabeza contiene flósculos estériles del disco y 2 a 3 flores liguladas fértiles. El fruto es un pequeño aquenio. Los aquenios no tienden a dispersarse lejos de la planta madre.

## Distribución y hábitat
Esta planta común es una especie dominante en gran parte del centro-oeste de Estados Unidos, particularmente en áreas donde el sustrato es un suelo profundo y arenoso. Se trata de un indicador de suelos arenosos. Es eficaz para la prevención de la erosión en estos suelos. Es común en partes de las Grandes Llanuras, donde es un componente dominante de las praderas, pastizales y ecosistemas de matorrales, junto con gramíneas tales como Andropogon hallii, bouteloua, Calamovilfa longifolia, Schizachyrium scoparium, y Sporobolus cryptandrus. Algunas regiones dominadas por esta artemisa son las praderas de Nebraska hasta el centro de Texas, en los sistemas de varios ríos en el este de Colorado y Kansas, los médanos y mezclado con pasto de las praderas de Colorado y partes del sudeste de Wyoming. En Texas, es común en la región del Trans-Pecos, donde crece con Prosopis glandulosa y Quercus havardii.
Este ecosistema es el más afectado por el fuego y el pastoreo. Antes de la presencia humana, el ecosistema se mantuvo por el patrón de las perturbaciones causadas por los incendios forestales naturales y el pastoreo del bisonte.

## Impacto de Pastizales
Cuando los seres humanos comenzaron a utilizar este terreno como pastizal, este sistema fue alterado, provocando una homogeneización de las formas de vida en el hábitat. Un régimen equilibrado de fuego y pastoreo está obligado a mantener la biodiversidad de este tipo de pastizales. El fuego también ayuda a prevenir la sucesión de la vegetación leñosa en los matorrales. La artemisa es tolerante del fuego, ya que rebrota vigorosa después de que sus partes aéreas se quemen.

## Ecosistemas
Los ecosistemas de artemisa son importantes tipos de hábitat para muchos animales. Los perritos de las praderas construyen sus madrigueras en las praderas de arena, y cuando las abandonan, el tecolote llanero las ocupan aunque prefieren alimentarse de Artemisia tridentata. Algunos animales comen las semillas, tales como los pollos de la pradera chicos y la codorniz escamosa. Los pollos de la pradera chicos también lo utilizan para fines de presentación y de anidación. La extensa eliminación de Artemisia filifolia ha demostrado que reduce la diversidad y abundancia de aves reproductoras en el hábitat.
A pesar de su importancia en numerosos ecosistemas, la artemisa puede convertirse en una problemática malezas. Uno de los métodos de control es quemarlas, y a continuación, colocar el ganado para que se alimenten de los nuevos brotes a medida que surgen. También se controla con herbicidas y la siega.

## Uso comercial
Semillas de Artemisia filifolia se venden comercialmente. A veces se usa para la revegetación de tierras de pastoreo. Los Navajos tenían varios usos para la planta. Se usan con fines medicinales y para fines rituales. Siendo muy suave, fue utilizada como papel higiénico.

## Taxonomía
Artemisia filifolia fue descrita por John Torrey y publicado en Annals of the Lyceum of Natural History of New York 2: 211. 1827.
Etimología
Hay dos teorías en la etimología de Artemisia: según la primera, debe su nombre a Artemisa, hermana gemela de Apolo y diosa griega de la caza y de las virtudes curativas, especialmente de los embarazos y los partos. Según la segunda teoría, el género fue otorgado en honor a Artemisia II, hermana y mujer de Mausolo, rey de la Caria, 353-352 a. C., que reinó después de la muerte del soberano. En su homenaje se erigió el Mausoleo de Halicarnaso, una de las siete maravillas del mundo. Era experta en botánica y en medicina.
filifolia: epíteto latino que significa "hoja como hilo.
Sinonimia
- Artemisia plattensis Nutt.
- Oligosporus filifolius (Torr.) Poljakov
- Oligosporus filifolius (Torr.) W.A.Weber[14]